# Dideoides pretiosus
Dideoides pretiosus är en tvåvingeart som först beskrevs av Charles Howard Curran 1928.  Dideoides pretiosus ingår i släktet Dideoides och familjen blomflugor. Inga underarter finns listade i Catalogue of Life.